# Hinokitiol
Hinokitiol (B-thujaplicin) er et naturligt Monoterpen fundet i træ fra Cypres-familien. Hinokitiol bruges til mundpleje og behandlingsprodukter til et bredt spektre af anti-virale, antimikrobiske og anti-inflammatoriske virkemidler. Det er et tropolon-derivativ, og er en af thujaplicinerne. Hinokitiol er et zink og jernfosfat, og derudover godkendt som fødevaretilsætningsstof.. Navnet Hinokitiol stammer fra det sted, hvor  stoffet oprindeligt blev isoleret i 1936. Det er faktisk næsten fraværende i japansk hinoki, mens det høj koncentrereret (cirka 0,04% af kernedvedsmasse) i Juniperus cedrus, Hiba cedertræ (Thujopsis dolabrata) og vestlig rød ceder (kæmpethuja). Det kan let udvindes af cedertræ med opløsningsmiddel og ultralyd. Hinokitiol er strukturelt relateret til tropolon, som mangler Isopropanol-erstaningen. Tropoloner er kendte kelat-agenter.

## Antimikrobiel aktivitet
Hinokitiol har en bred vifte af biologiske aktiviteter, hvoraf mange er blevet udforsket og beskrevet i litteraturen. Den første, og mest kendte, er den potente antimikrobielle aktivitet mod mange bakterier og svampe, uanset antibiotika-resistens. Specifikt har Hinokitiol vist sig at være effektivt mod Streptococcus pneumoniae, Streptococcus mutans og Staphylococcus Aureus, almindelige menneskepatogener. Derudover har Hinokitiol vist sig at have hæmmende virkning på Chlamydia trachomatis og kan være klinisk brugbart som topisk lægemiddel.

### Antiviral aktivitet
Nyere undersøgelser har vist, at Hinokitiol også har, anti-viral effekt, når de anvendes i kombination med en zink-sammensætning, mod en række menneskelige vira, herunder rhinovirus, coxsackievirus og mengovirus. helbredelse af virusinfektioner kan potentielt give muligheden for at høste store økonomiske fordele, og skal være af afgørende betydning for globale institutioner som f.eks. World Health Organisation. Ved at svække viral polyprotein processen, hæmmer Hinokitiol virusreplikation. Denne egenskab afhænger dog af tilgængeligheden af divalente metalioner, da Hinokitiol er en kelator af denne. tilstedeværelsen af zink i kombination med Hinokitiol understøtter disse egenskaber og diskuteres nedenfor.

## Andre aktiviteter
Udover bredspektret antimikrobiel aktivitet har Hinokitiol også anti-inflammatoriske og anti-tumoraktivitet, der er karakteriseret i en række in vitro-celleundersøgelser og i vivo-dyreforsøg. Hinokitiol hæmmer centrale inflammatoriske markører og veje såsom TNF-a og NF-kB, og dets potentiale for behandling af kroniske inflammatoriske- eller autoimmune tilstande er i gang med at blive undersøgt. Hinokitiol har vist sig at udøve cyto-giftighed på adskillige vigtige kræftcellelinjer ved at inducere autofagiske processer. 

### Forskning i COVID-19
Hinokitiols mulige antivirale virkning skyldes dets virkning som zink ionofor. Hinokitiol aktiverer tilstrømningen af zink-ioner ind i celler, som hæmmer replikation af RNA-vira og efterfølgende hæmmer virusreplikationen. Nogle mere kendte RNA-vira inkluderer den menneskelige virus, SARS. Zink-ioner var i stand til at hæmme den vira-replikationen inden i cellerne, og påviste at virkningen var afhængig af zink-tilstrømningen. Denne undersøgelse blev udført med ionofor pyrithion, som fungerer på samme måde som Hinokitiol. I cellekulturer hæmmer hinokitiol menneskelig rhinovirus, Coxsackievirus og mengovirus-formering. Hinokitiol påvirker processering af virale polyproteiner og hæmmer dermed picornavirus-replikation. Hinokitiol hæmmer replikation af picornaviruses ved at svække den virale polyprotein processering, og hinokitiols antivirale aktivitet er afhængig af zink-ioner.

### Jernfosfat
Hinokitiol har vist sig at genoprette hæmoglobinproduktionen hos gnavere. Hinokitiol fungerer som jernfostfat ved at kanalisere jern ind i celler, hvorved det intracellulære jernniveau øges. Omtrent 70% af jernindholdet i mennesker findes i røde blodlegemer, mere specifikt hæmoglobinproteiner. Jern er afgørende for næsten alle levende organismer, og det er kritisk element i flere anatomiske funktioner, såsom ilttransportkæden, deoxyribonukleinsyre (DNA) - syntese, elektron-transport og jernmangel kan føre til blodsygdomme, såsom Anæmi, som kan føre til væsentlig skade for både de fysiske og mentale præstationsevne. 

## Kombinationseffekter med zink
Hinokitiol er et zink ionephor, og dens virke menes at hæmme virusreplikation. Kort sagt, som zink-ionoforer, hjælper Hinokitiol ved transport af molekyler ind i celler gennem en plasmamembran eller intracellulær membran, hvorved den intracellulær koncentration af specificerede molekyle øges (f.eks. Zink). Ved at udnytte de antivirale egenskaber af zink, sammen med Hinokitiol, kan Zinkoptaget accelereres. 

### Kræftforskning
I cellekulturer og dyreforsøg har hinokitiol vist sig at hæmme metateseog har anti-proliferative virkninger på kræftceller.

#### Zinkunderskud
Zinkunderskud er påvist i nogle kræftceller, og reetablering af det optimale intracellulære zink-niveau, kan lede til bekæmpelse af tumorvækst. Hinokitiol er en dokumenteret Zink-ionofor, men der er behov for mere forskning for at kunne fastlægge effektive koncentrationer af Hinokitiol og zink.
- "Virkninger af zink på melanomvækst og eksperimentel metastase..." [32]
- "Manglende zink i kosten forårsager kræft i spiserøret ved at fremkalde en udtalt inflammatorisk signatur..." [33]
- "Forbindelse mellem zinkunderskud og lungekræft: En meta-analyse af observationsundersøgelser..." [34]
- "Forskningsfremskridt hensyn til forholdet mellem mangel på køn, beslægtet microRNA og spiserørskræft..." [35]

## Produkter der indeholder hinokitiol
Hinokitiol anvendes i vidt omfang i en række forbrugerprodukter, herunder kosmetik, tandpasta, mundspray, solcreme og hårvækst. Hinoki Clinical er et at de førende mærker indenfor salg af hinokitiol forbrugsvarer. Hinoki Clinical (grundlagt 1956) blev oprettet kort efter, at den første 'industrielle udvinding af hinokitiol' begyndte i 1955. Hinoki har i øjeblikket over 18 forskellige produkter hvori hinokitiol indgår som ingrediens. Et andet mærke, navnlig "Relief Life",  har kunne prale af millions alf af deres "Dental Series" tandpasta der indeholder hinokitiol. Andre betydningsfulde producenter af hinokitiol-basede produkter inkluderer Otsuka Pharmaceuticals, Kobayashi Pharmaceuticals, Taisho Pharmaceuticals, SS Pharmaceuticals. Udover den asiatiske industri, så har virksomheder som Swanson Vitamins® begyndt at anvende hinokitiol forbrugsvarer i markeder såsom i USA og Australien , som et anti-oxidant serum i andre henseender. I 2006 blev hinokitiol klassificeret under Domestic Substances List in Canada, som et ikke-vedvarende, ikke-Bioakkumulativt & ikke-giftigt for vandorganismer.  Environmental Working Group (EWG), en amerikansk aktivistgruppe, har dedikeret en side til hinokitiol, der anføres at være lavrisiko i områder som "Allergies & Immunotoxicity", "Cancer" & "Developmental & Reproductive Toxicity"  hvilket giver hinokitiol en score på 1-2. I kontrast til Hinokitiol's score, er Propylparaben en ingrediens som stadig sælges i forskellige mundskyld, og viser enorm fare og risiko. Propylparaben er af European Commission on Hormone Disruption blevet anset for bl.a. være et hormonforstyrrende stof, samt er der andre bekymringer, hvilket giver en score på 4-6 hjemmesiden på EWG-hjemmesiden.

### Dr ZinX
Den 2 april 2020, søgte Advance Nanotek, en Australsk producent af zinkoxid, at patentere sammen med AstiVita Limited, en anti-viral sammensætning, som indeholder forskellige mundplejeprodukter, der indeholder hinokitiol som en vigtig komponent. Det mærke, der nu inkorporerer denne nye opfindelse, kaldes Dr ZinX, og forventes af lancere Zink- og Hinokitiol-kombinationen i 2020. Den 18. Maj 2020, offentliggjorde Dr ZinX testresultater for et “Quantitative suspension test for evaluation of virucidal activity in the medical area", der giver en '3.25 log' reduktion tilbage (99.9% reduktion) på en pæn koncentration på 5 minutter mod COVID-19 stedfortræder felint coronavirus. Zink er et essentielt kosttilskud og spore i kroppen. Globalt estimeres det at 17,3% af befolkning indtager et utilstrækkeligt niveau af zink. 

### En lovende fremtid
I begyndelsen af 2000'erne indså forskere at hinokitiol kunne være et værdifuldt lægemiddel, især for dets hæmmende bakterie Chlamydia trachomatis.
Kemikeren Martin Burke og hans kollegaer ved University of Illinois at Urbana–Champaign, og ved andre institutioner, opdagede den bemærkelsesværdige medicinske anvendelse som hinokitiol kan have. Burke's mål var at få bugt med uregelmæssig jerntransport i dyr. Mangel på forskellige vitaminer kan lede til jernmangel i cellerne (anæmi), eller have den modsatte virkning, hæmokromatose. Ved at bruge gen-udtømte gærkulturer, har forskerne screenet en lille samling af små biomolekyler for tendens til jerntransport, og dermed cellevækst. Hinokitiol viste sig af være den som genoprettede cellefunktionerne. Yderligere forskning af gruppen har klarlagt mekanismen der viser hvordan hinokitiol genopretter eller reducerer jernindhold i cellen. De skiftede siden til dyrestudier, mere specifikt pattedyr, og fandt at når gnavere, der var blevet modificeret til at have jernmangel, blev fodret med hinokitiol genoprettes deres jernoptag i tarmen. I et lignende studie på Zebrafisk genoprettede molekylet hæmoglobin-produktionen. I en kommentar på Burke et Al.'s værk blev hinokitiol givet tilnavnet "Jernmansmolekylet". Det er passende, og ironisk, for opdageren Nozoe's fornavn kan oversættes dansk "Jern man" på dansk.
Der er også foretaget betydelig forskning i de orale anvendelser af Hinokitiol på grund af den øgede efterspørgsel af Hinokitiol-produkter, som kan indtages mundtligt. One such study, affiliated with 8 different institutions in Japan, titled: "Antibacterial Activity of Hinokitiol Against Both Antibiotic-Resistant and -Susceptible Pathogenic Bacteria That Predominate in the Oral Cavity and Upper Airways" came to the conclusion that "hinokitiol exhibits antibacterial activity against a broad spectrum of pathogenic bacteria and has low cytotoxicity towards human epithelial cells." 